# Ermin van Wyk
Ermin van Wyk (* 19. Januar 1987) ist ein ehemaliger namibischer Mountainbike- und Straßenradrennfahrer.
Ermin van Wyk wurde 2005 Zweiter beim Nedbank Cycle Classic, den er ein Jahr später gewinnen konnte. Außerdem startete er 2006 bei den Commonwealth Games in Melbourne im Cross-Country-Rennen, wo er den 17. Platz belegte. In der Saison 2007 belegte er den dritten Platz im Straßenrennen der namibischen Meisterschaft. 2008 gewann er die nationale Mountainbike-Meisterschaft.

## Erfolge
2004
- Namibische Meisterschaft – Mountainbike (Junioren)[2]

2006
- Nedbank Cycle Classic[3]

2007
- Afrikameisterschaft (Junioren)[4][5]

2008
- Namibische Meisterschaft – Mountainbike (Junioren)[6]